# Lars-Ivar Ringbom
Lars-Ivar Ringbom, född 23 juli 1901 i Åbo, död 21 maj 1971 i Åbo, var en finländsk konsthistoriker, konstteoretiker och iranist. Ett viktigt tyngdpunktsområde i hans forskning gäller varseblivningsteori.
Efter skolgången i Åbo klassiska lyceum (Classicum) och studier vid Åbo ritskola, studerade Ringbom 1920–1922 vid konstakademin i Dresden under bland andra Guido Richter (1859–1941) och Oskar Kokoschka (1886–1980). Efter återkomsten till Finland inledde han studier i konsthistoria, praktisk filosofi, estetik och nyare litteratur samt allmän historia vid Helsingfors universitet. Yrjö Hirns (1870–1952) estetiska och kulturhistoriska tänkande utövade vid denna tid ett starkt inflytande. Efter avlagd magisterexamen var Ringbom verksam vid den nygrundade institutionen för konsthistoria vid Åbo Akademi och utnämndes där 1943 till professor i konsthistoria. Mellan åren 1921 och 1925 hade österrikaren Josef Strzygowski (1862–1941) parallellt med sin professur i Wien även innehaft professuren i konsthistoria i Åbo. Ringbom tog intryck av sin föregångare, men viktiga var också andra inspirationskällor. Edvard Westermarck (1862–1939) var under 1920-talet en framträdande gestalt i finländskt kulturliv, även om hans akademiska verksamhet var knuten till London och fältforskningar i Marocko. Under 1920-talet intresserade sig Ringbom för gestaltpsykologi, men ur ett perspektiv som alltmer kom att ta intryck av fenomenologi och livsfilosofi, inom denna senare strömning bland annat genom Melchior (Menyhért) Palágyi (1859–1924) och Ludwig Klages (1872–1956). Ett centralbegrepp i detta sammanhang är uttrycket som hos Ringbom fördjupar ett ämne som också inom expressionismen stod i förgrunden. Den filosofiska bakgrunden artikuleras med hjälp av begreppsparet "liv och ande", varvid livet i aristotelisk anda förstås som en själslig princip, medan anden däremot har en livsmodererande, ibland också livshämmande funktion. I detta sammanhang hör Ringbom även till dem som i Norden introducerade Hans Prinzhorns (1886–1933) inflytelserika verk om konst utförd på psykiatriska kliniker (Bildnerei der Geisteskranken, Berlin, Springer Verlag, 1922). Ringboms varseblivningsteoretiska skrifter (bland andra doktorsavhandlingen Kampen om illusionen i måleriet) har också en viss bakgrund i den dialog han förde med sin kusin Ragnar Granit (1900–1991), som även han inom ramen för sitt annorlunda, fysiologiska tyngdpunktsområde hade varseblivningsteori som sitt specialgebit. Intresset för antik tradition härstammade hos Ringbom till en del från morbrodern, den klassiske filologen John Mikael Granit (1869–1972), rektor för Helsingfors normallyceum.
Lars-Ivar Ringbom var kännare av antik persisk konst och är internationellt sett uppmärksammad för sina verk om det jordiska paradisets rötter i antikens Iran. Influerat av Strzygowski är framförallt Ringboms tyskspråkiga verk Graltempel und Paradies. Beziehungen zwischen Iran und Europa im Mittelalter som utkom 1951. Den svenskspråkiga boken Paradisus terrestris. Myt, bild och verklighet (1958) har däremot i högre grad frigjort sig från detta inflytande och utgör en stort upplagd kulturhistorisk genomgång av den plats paradiset har haft i mänskligt föreställningsliv. 
1939 utkom boken Konstrevolutioner som utgående från olika konsthistoriska exempel fördjupar den roll det momentana och singulära har i skapelseakten och konsthistorien. Detta verk återspeglar kanske tydligast den sida i Ringboms verksamhet som hänger samman med hans aktiva roll i den finländska modernistkretsen Quosego, där även Rabbe (1903–1974), Torger (1901–1991) och Olof Enckell (1900–1989), Hagar Olsson (1893–1978), Gunnar Björling (1887–1960), Elmer Diktonius (1896–1961), Henry Parland (1908–1930) och Cid Erik Tallqvist (1899–1967) samt Ragnar Granit ingick. I Konstrevolutioner ingår likaså ett bidrag om spiralornamentiken, ett ämne som även behandlas i den tyskspråkiga skriften Entstehung und Entwicklung der Spiralornamentik, 1933.
Lars-Ivar Ringboms far var kulturteoretikern och läkaren Lars Ringbom och hans mor kaptensdottern Elin (född Granit). Hans bröder var kompositören Nils-Eric Ringbom (1907–1988) och kemisten Anders Ringbom (1903–1972). Systern Anna-Lisa (1899–1975, gift Stigell) var arkitekt, men ägnade sig också åt medeltida kyrkomålningar. Till den yngsta systern Lena (1914–1965, gift Lindén) hade Lars-Ivar Ringbom genom sin egen konstnärliga bakgrund en nära relation. Lena Ringbom hade, efter att som 17-åring ha tagit värvning som apprentice på Gustaf Eriksons (1872–1947) fyrmastade bark Viking för en resa på spannmålsrutten till Australien, senare inlett sina studier vid konstakademin i Oslo med bland andra Jean Heiberg (1884–1976) som lärare. Lars-Ivar Ringboms son Sixten Ringbom (1935–1992) tog starka intryck av sin far och innehade senare samma lärostol i konsthistoria vid Åbo Akademi. Lars-Ivar Ringboms andra son Lars-Peter (1929–2009) var programchef på Finlands rundradio.  